# Elżbieta Apostolska
Elżbieta Rozalia Apostolska, po mężu Kamińska (urodzona 28 marca 1944 w Krakowie) – gimnastyczka, nauczycielka, działacz i sędzia sportowy.

## Życiorys
W 1962 ukończyła Liceum Ogólnokształcące im. J. Jotejki w Krakowie. W roku 1971 ukończyła Wyższą Szkołę Wychowania Fizycznego w Krakowie uzyskując tytuł magistra wychowania fizycznego. Uczestniczka Letnich Igrzysk Olimpijskich 1964 roku w Tokio w konkurencji 4-boju indywidualnego (37. miejsce) i drużynowego (7. lokata).
W latach 1956–1970 zawodniczka klubów:
- Wawel Kraków – trener Helena Rakoczy
- Start Bielsko

## Osiągnięcia
- 1964 – mistrzyni Polski w ćwiczeniach na równoważni
- 1964 – mistrzyni Polski w ćwiczeniach wolnych.